# Angiras
Angiras (dewanagari अंगिरा, trl. Angirā, ang. Angiras) – jeden z synów Brahmy, starożytny natchniony mędrzec indyjski (ryszi – dewanagari ऋषि, trl. ṛṣi, ang. rishi), protoplasta rodu Angirasów, w którym narodziło się wielu ryszich. Purany zawierają szczegółowy opis jego boskich czynów i nauk. Czasami uważany za ojca warny wojowników (kszatrija).

## Pochodzenie i postacie powiązane

### Pochodzenie
- Zgodnie z Wisznupuraną[1] i Kurmapuraną[2] oraz naukami Guru adźapajogi[3] mędrzec Angiras jest jednym z dziewięciu, stworzonych przez Brahmę w pierwszej manwantarze, wielkich starożytnych mędrców zwanych nawabrahmarszimi (dziewięcioma brahmarszimi). Pozostałych ośmiu to: Marići, Bhrygu, Pulastja, Pulaha, Kratu, Daksza, Atri i Wasisztha.
- Mędrzec Angiras jest jednym z pradźapatich (dewanagari प्रजापति, trl. prajāpati, ang. Prajapati, tłum. pan stworzeń, praojciec ludzkości) oraz manasaputra – zrodzonym z umysłu Brahmy. Brahma po prostu powołał go do istnienia swoim pragnieniem, aby towarzyszył mu w procesie tworzenia.
- W Puranach można odnaleźć podania, iż  Angiras został zrodzony z ust Brahmy i mądrością jest równy swemu ojcu[4][5].

### Żony i potomstwo
- Według Bhagawatapurany Angiras za zgodą swojego ojca Brahmy poślubił Śraddhę (dewanagari श्रद्धा, trl. śraddhā, ang. Shraddha) jedną z dziewięciu córek Kardamy muniego oraz jego żony Dewahuti. Mieli oni cztery córki o imionach: Siniwali (dewanagari सिनीवाली, trl. sinīvālī, ang. Sinivali), Kuhu (dewanagari कुहू, trl. kuhū, ang. Kuhu), Raka (dewanagari राका, trl. rākā, ang. Raka) i Anumati (dewanagari अनुमति, trl. anumati, ang. Anumati) i dwóch synów Utathję (dewanagari उतथ्य, trl. utathya, ang. Utathya) oraz wielkiego dewa-guru (guru bogów) Bryhaspatiego[6].
- Natomiast Brahmandapurana wspomina, że Angiras poślubił Smryti (dewanagari स्मृति, trl. Smṛti)[7], córkę brahmarsziego Dakszy, z którą miał dwóch synów Bharatagni (dewanagari भरतग्नि, trl. bharatagni) i Kirtiman (dewanagari किर्तिमन्, trl. kirtiman) oraz cztery córki, których imiona powielają się z imionami córek wymienionych w Bhagawatapuranie[8][9].
- Również Wajupurana[10] wymienia Smryti jako żonę Angiry wskazując jednocześnie, iż Swaha i Swadha są żonami Agniego, a Sita jest żoną Śiwy. Jednakże inne teksty wskazuje na to, iż nie tylko Smryti, ale również dwie inne córki Brahmarsziego Dakszy – Swadha i Sita były żonami mędrca Angirasa[11] z którymi również miał potomstwo.
- Z inną żoną o imieniu Surupa (dewanagari सुरूप, trl. surūpa) (Matsjapurana 196.2) miał z kolei trzech innych wielkich synów, Utathję (dewanagari उतथ्य, trl. utathya, ang. Utathya), Samwartnaję (dewanagari सम्वर्त्न, trl. samvartna, ang. Samvartna) oraz wielkiego dewa-guru (guru bogów) Bryhaspatiego (Rygweda 4.40.1). Słynny maharszi Bharadwadźa (dewanagari भरद्वाज, trl. bhāradvāja, ang. Bharadwaja) będący synem Bryhaspatiego był jednym ze znamienitych potomków mędrca Angirasa.

### Postacie powiązane
- Wiele świętych tekstów buddyjskich wspomina słowa Buddy, że jest potomkiem mędrca Angirasa[12].

## Twórczość
- Nauki mędrca Angirasa, o duchowej i fizycznej aktywności (dharma i karma), są zawarte w Angirasmryti.
- Ułożył on również Bhaktidarśan, czyli nauki traktujące o oddaniu.
- Mędrzec Angiras jest głównym autorem dziewiątego rozdziału Wed, jak również wielu fragmentów w pozostałych rozdziałach. Wraz z mędrcem Atharwanem (dewanagari अथर्वन्, trl. atharvan, ang. Atharvan) sformułowali jednej z czterech części Wed zwanej Atharwaweda. Hymny Atharwawedy nazywane są często również Angirasami[4].

## Recepcja w pismach hinduistycznych
- Angiras medytował tak intensywnie, że zaczął lśnić jaśniej niż Agni – władca ognia. Agni wpadł w panikę i modlił się przed Angirasem, aby ten pomógł mu zachować jego sławę. Angiras poinstruował go, aby zapewniał pożywienie świętym mędrcom, a poszukującym prawdy wskazywał niebiańską ścieżkę i oczyszczał ich wewnętrzną jaźń.
- Mahabharata i Śiwapurana wspominają, iż Angiras jest jednym z saptarszich.

## Inne informacje

Asteryzm Wielkiego Wozu

| Saptarszi | Oznaczenie Bayera | Tradycyjna nazwa zachodnia |
| --------- | ----------------- | -------------------------- |
| Kratu     | α UMa             | Dubhe                      |
| Pulaha    | β UMa             | Merak                      |
| Pulastja  | γ UMa             | Phecda                     |
| Atri      | δ UMa             | Megrez                     |
| Angiras   | ε UMa             | Alioth                     |
| Wasisztha | ζ UMa             | Mizar                      |
| Marići    | η UMa             | Alkaid                     |

### Astrologia indyjska
Astrologia indyjska przypisuje gwiazdom układu Wielkiego Wozu imiona poszczególnych saptarszich. Dlatego układ tych gwiazd często nazywany jest Saptarszi Mandala (dewanagari मण्डल, trl. maṇḍala, tłum. symbol). Trzecia gwiazda dyszla według tejże astrologii opisywana jest jako Angiras, a według astrologii zachodniej jako Alioth i jest najjaśniejszą gwiazdą całego gwiazdozbioru.

## Recepcja w nurtach hinduistycznych

### Adźapajoga

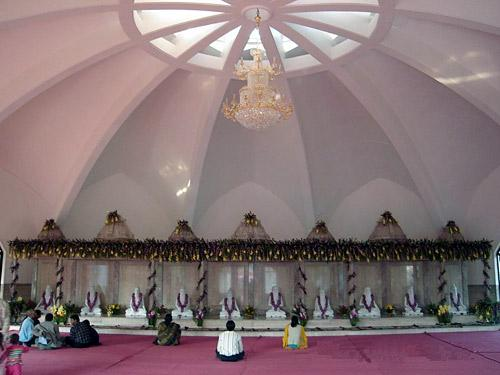
Wnętrze Świątyni Dziewięciu Brahmarszich w aśramie adźapajogi w Jamshedpurze w Indiach.

- Angiras dokłada starań, aby ludzie uwolnili się od zniewolenia i poprzez oddanie, medytację i pobożne czyny osiągnęli samourzeczywistnienie[4].
- Do dziś mędrzec Angirsa udziela inicjacji nielicznym wybrańcom w Siddhaśramie, usytuowanym w sekretnym miejscu, w Himalajach. Angiras jest dikszaguru (dewanagari दीक्षागुरु, trl dīkṣāguru, tłum. nauczyciel inicjujący/inicjacyjny lub guru udzielający inicjacji) w tym aśramie, natomiast maharszi Matang jest śikszaguru (dewanagari शिक्षागुरु, trl śikṣāguru, ang. Shikshaguru, tłum. nauczyciel duchowy lub guru zajmujący się edukacją), i naucza adźapajogi[4].
- Swami Purnananda Paramahansa, współczesny Guru adźapajogi, był inicjowany w Siddhaśramie przez brahmarsziego Angirasa w 1870 roku. Pozostawał w tej pustelni przez 6 lat i pod opieką maharsziego Matanga osiągnął samourzeczywistnienie (brahmagjan)[4].
- Guru adźapajogi nauczają, iż technika praktyki jogi zwanej adźapą wywodzi się od dziewięciu synów Brahmy zwanych nawabrahmarszimi. Zgodnie z tą tradycją jednym z brahmarszich jest Angiras. Wszyscy ci brahmarszi biorą udział w kreacji wszechświata i otaczają go swoją opieką. Mając na uwadze powyższe aspekty, Guru Janardan Paramahansa około roku 1970 postanowił stworzyć świątynię ku ich czci. Wizja Guru Janardana została zrealizowana w 1976 roku. Na terenie aśramu adźapajogi w Dimna[15] koło Jamshedpur w Indiach, powstała pierwsza na świecie świątynia poświęcona wszystkim dziewięciu brahmarszim. Następca Guru Janardana, Guru Prasad Paramahansa, około 2001 roku postanowił dokonać przebudowy istniejącej świątyni. Uroczyste otwarcie odnowionej świątyni nastąpiło w dniu 24 grudnia 2006 roku, jest ona wzorowana w swoim wyglądzie na świątyni w Siddhaśramie[3]. Świątynia ta zwana jest Rishi Mandir czyli Świątynia Ryszich.